# Малков, Аркадий Кузьмич
Арка́дий Кузьми́ч Малко́в (14 августа 1920, Шудумары, Кикнурская волость, Яранский уезд, Вятская губерния, РСФСР — 11 января 1993, Йошкар-Ола, Марий Эл, Россия) — советский партийный и общественный деятель. Секретарь парткома треста «Маригражданстрой» (1970-е). Заслуженный работник культуры Марийской АССР (1973). Участник Великой Отечественной войны и советско-японской войны, дважды кавалер ордена Отечественной войны. Член ВКП(б).

## Биография
Родился 14 августа 1920 года в деревне Шудумары ныне Кикнурского района Кировской области.
В октябре 1940 года призван в Красную армию. Участник Великой Отечественной войны и советско-японской войны: командир батареи 1125 пушечного артиллерийского полка 218 артиллерийской бригады 65 стрелкового корпуса 5 армии на Дальневосточном фронте, гвардии лейтенант. Вступил в ВКП(б). По окончании войны продолжил службу в армии, демобилизовался в январе 1961 года в звании майора. Награждён орденами Отечественной войны I и II степени, Красной Звезды и медалями, в том числе медалью «За боевые заслуги».
С 1956 года — партийный работник. В 1970-е годы — секретарь парткома треста «Марагрострой» в г. Йошкар-Оле, пропагандист-общественник.
В 1973 году ему присвоено почётное звание «Заслуженный работник культуры Марийской АССР».
Награждён орденом «Знак Почёта», медалями, а также дважды — Почётной грамотой Президиума Верховного Совета Марийской АССР.
Скончался 11 января 1993 года в г. Йошкар-Оле.

## Звания и награды

### Трудовые
- Заслуженный работник культуры Марийской АССР (1973)[1]
- Орден «Знак Почёта» (1966)[1]
- Медаль «За доблестный труд в Великой Отечественной войне 1941—1945 гг.» (1946)[2]
- Медаль «За доблестный труд. В ознаменование 100-летия со дня рождения Владимира Ильича Ленина» (1970)[1]
- Почётная грамота Президиума Верховного Совета Марийской АССР (1975, 1980)[1]

### Боевые
- Орден Отечественной войны I степени (17.09.1945)[3]
- Орден Отечественной войны II степени (06.04.1985)[3][6]
- Орден Красной Звезды (30.12.1956)[3]
- Медаль «За победу над Японией» (30.09.1945)[3]
- Медаль «За боевые заслуги» (15.11.1950)[3]